# Kenta Miyake
Kenta Miyake (三宅 健太?, Miyake Kenta; Okinawa, 23 agosto 1977) è un doppiatore giapponese che lavora per la 81 Produce. È noto per aver doppiato All-Might in My Hero Academia, Mohammed Abdul in Le Bizzarre Avventure di JoJo e Scar in Fullmetal Alchemist: Brotherhood.

## Doppiaggio

### Anime
- .hack//Roots (Tawaraya/Tōta)
- Akagi (Gurasan, Yamazaki, Tahara, Yoshioka, altri)
- Avenger (Gates)
- Ayakashi Ayashi (Masanoshin Kanō)
- Banana Fish (Kane Brad)
- Best Student Council (Haruo Kakumoto)
- Black Cat (Gallom)
- Black Lagoon (Corporal Menishov, Kendein, Yoshida, altri)
- Bleach (Shiroganehiko, Charlotte Cuuhlhourne)
- Beet the Vandel Buster (Arusaid)
- Bobobo-bo Bo-bobo (Maiteru, Supākuman, Ishikawa Goemon, Crimson)
- Breakers (narratore e Ken Narita)
- D.I.C.E. (Chao Lee)
- D.Gray-man (Skin Boric)
- Danganronpa 3: The End of Hope's Peak Academy (Great Gozu)
- Digimon Frontier (Dynasmon)
- Dororo (2019) (Hibukuro)
- Dragon Ball Daima (Tamagami #3)
- El Cazador (Douglas Rozenberg)
- Figure 17 (Policeman)
- Fullmetal Alchemist: Brotherhood (Scar)
- Futakoi Alternative (Kinoshita)
- Gintama (Unosuke Harada)
- Gungrave (Nathan)
- Guyver (Zerbebuth)
- Harem in the Labyrinth of Another World (Allen)[1]
- Heat Guy J (Giovanni Gallo)
- Hi Score Girl (Zangief)
- Honey and Clover (Kazuo Aida)
- IGPX (Zanak Strauss)
- Ikki Tousen (Kakou-Ton Genjō)
- Innocent Venus (Steve)
- Jigoku Shōjo (Yoshiyuki Kusunoki)
- Kaiju No. 8 (Kaiju n. 10)
- Kengan Ashura (Takeru Kiozan)
- Kiba (Police C)
- Koharu Biyori (Sumitomo Tetsushi)
- Koi Kaze (Kōshirō Saeki)
- L'attacco dei giganti (Mike Zacharias)
- La principessa sacrificale e il re delle bestie (Joz)
- Le bizzarre avventure di JoJo: Stardust Crusaders (Mohammed Abdul)
- Lunar Legend Tsukihime (Nrvnqsr Chaos)
- MAJOR 2nd series (Taizō Saotome)
- MegaMan NT Warrior series (Count Elec, Whaleman, Junkman, ZoanoJunkman)
- My Hero Academia (All-Might)
- Naruto (Jirobo, Akatsuchi)
- Noein (Isuka, Takuya Mayuzumi)
- One Piece (Zambai)
- Otogizoshi (Watanabe no Tsuna)
- Onmyou Taisenki (Byakko no Rangetsu)
- Overlord (Cocytus)
- Plastic Memories (Shinonome)
- Pokémon (Ursaring)
- Pokémon Advanced Generation (Tolomeo, Donphan, Haunter, Crawdaunt)
- Pokémon Diamond & Pearl (Giovanni, Cyrus)
- Pocket Monsters (2023) (Murdock)
- Pumpkin Scissors (Randal Orlando)
- Ranking of Kings (Boss)
- Rurouni Kenshin (serie 2023) (Raijūta Isurugi)
- Shakugan no Shana ("Senpen" Sydonay)
- Shaman King Flowers (Ryuji Ichihara)
- Shimoneta (Raiki Gōriki)
- Sleepy Princess in the Demon Castle (Morgen)[2]
- Solo Leveling (Kargalgan)
- Sonic X (Vector the Crocodile)
- Spider Riders (Stags)
- Strawberry Marshmallow (padre di Ana)
- Tokyo Revengers (Hansen)
- Tonagura! (padre di Hazuki)
- Tower of God (Rak Wraightraiser)
- Transformers: Energon (Landmine, Omega Supreme)
- Tsubasa Chronicle - Il film (Guardia del corpo)
- Twin Princess - Principesse gemelle (Howan)
- Witchblade (Satoshi Nakata)
- Wolf's Rain (Tsume)
- Wonderhatch -Sora-Tobu Ryû no Shima- (Byce)
- Yumekui Merry (Pharos Hercules)
- Zatch Bell! (Garza, Rein)
- Zoids Fuzors (Vareth)
- Zoids: Genesis (Raimei no Garaga)

### OVA
- Mazinkaiser (Masao Ōide)
- Maria-sama ga miteru (Magane Takada)

### ONA
- Vlad Love: Masumi Katsuno

### Videogiochi
- AI: The Somnium Files (Mama)
- AI: The Somnium Files - nirvanA Initiative (Mama)
- Astral Chain (Maximilian Howard)
- Atelier Yumia: The Alchemist of Memories & the Envisioned Land (Erhard Boleman)
- BlazBlue: Central Fiction (Susano'o)
- BlazBlue: Cross Tag Battle (Susano'o)
- BlazBlue: Entropy Effect (Susano'o)
- Bleach: Brave Souls (Charlotte Chuhlhourne)
- Dead or Alive: Dimensions (Bass Armstrong)
- Dead or Alive 5 (Bass Armstrong)
- Dead or Alive 6 (Bass Armstrong)
- Demonbane (Caligula)
- Devil's Third (Big Mouse)
- Devil May Cry 5 (Goliath)
- DNF Duel (The Lost Warrior)
- Dragalia Lost (Curran)
- Dragon Quest Swords: La Regina Mascherata e la Torre degli Specchi (Sir Fulgido Valorio, Großfork)
- Dragon Quest XI S: Echi di un'era perduta - Edizione Definitiva (Trystan)
- Dragon Quest Monsters: Il Principe oscuro (Ustolf il Distruttore)
- Earth Defense Force 2017 (Capitano 4)
- Etrian Odyssey Nexus (Sailor)
- Evolution Worlds (Gre Nade)
- Fantasy Life i: La ragazza che ruba il tempo (Frajeel, Bearhart)
- Final Fantasy X (Biran Ronso)
- Final Fantasy Origins (Guy)
- Final Fantasy XV (Gladiolus Amicitia)
- Final Fantasy VII Remake (Roche)
- Final Fantasy VII Rebirth (Roche)
- Fire Emblem Heroes (Vigarde)
- Fist of the North Star: Lost Paradise (Jagre)
- Ghost in the Shell: Stand Alone Complex (Kanbe)
- God of War (Kratos) [3]
- God of War Ragnarök (Kratos)
- Granblue Fantasy (Deliford)
- JoJo's Bizarre Adventure: Eyes of Heaven (Mohammed Abdul)
- JoJo's Bizarre Adventure: All Star Battle R (Mohammed Abdul)
- Jump Force (All Might)
- Kirby e la terra perduta (Leongar)
- Kirby Return to Dream Land Deluxe (Maschera Leongar)
- Lost Dimension (George Jackman)
- Like a Dragon: Infinite Wealth (Yūya)
- Lufia: Curse of the Sinistrals (Guy)
- Mario & Sonic ai giochi olimpici (Vector the Crocodile)
- Mario & Sonic ai giochi olimpici invernali (Vector the Crocodile)
- Mario & Sonic ai giochi olimpici di Londra 2012 (Vector the Crocodile)
- Mario & Sonic ai giochi olimpici invernali di Sochi 2014 (Vector the Crocodile)
- Mario & Sonic ai giochi olimpici di Rio 2016 (Vector the Crocodile)
- Mario & Sonic ai giochi olimpici di Tokyo 2020 (Vector the Crocodile)
- Max Payne (Rico Muerte, Announcer)
- Mega Man Zero 4 (Craft, Hell the Giant)
- Mega Man Maverick Hunter X (Armored Armadillo, Flame Mammoth)
- Musashi: Samurai Legend (Glogg)
- My Hero Academia: Battle for All (All Might)
- My Hero: One's Justice (All Might)
- My Hero: One's Justice 2 (All Might)
- My Hero Ultra Rumble (All Might)
- Naruto: Ultimate Ninja 2 (Jirobo)
- Naruto: Gekitou Ninja Taisen! 4 (Jirobo)
- Naruto: Ultimate Ninja 3 (Jirobo)
- Naruto Shippuden: Ultimate Ninja 4 (Jirobo)
- Naruto: The Broken Bond (Jirobo)
- Naruto: Ultimate Ninja Storm (Jirobo)
- Naruto Shippuden: Ultimate Ninja Storm Generations (Jiboro, Akatsuchi)
- Naruto Shippuden: Ultimate Ninja Storm 3 (Akatsuchi)
- Naruto Shippuden: Ultimate Ninja Storm Revolution (Jiboro, Akatsuchi)
- Naruto Shippuden: Ultimate Ninja Storm 4 (Jiboro)
- Neo Geo Heroes: Ultimate Shooting (Marco Rossi)
- Ni no kuni: La minaccia della Strega Cinerea (Rashaad, Rusty)
- Nine Hours, Nine Persons, Nine Doors (Seven)
- Nioh 2 (Masakatsu Hachisuka)
- Onimusha: Dawn of Dreams (Sakon Shima)
- Resident Evil: Operation Raccoon City (Nicholai Ginovaef)
- Resident Evil 3 (videogioco 2020) (Nicholai Ginovaef)
- Rise of the Ronin (Isami Kondo)
- Romancing SaGa 2: Revenge of the Seven (Dantarg)
- Shin Megami Tensei V (Goko/Amitabha)
- Shin Megami Tensei V: Vengeance (Goko/Amitabha)
- Sonic Heroes (Vector the Crocodile)
- Shadow the Hedgehog (videogioco) (Vector the Crocodile)
- Sonic Free Riders (Vector the Crocodile)
- Sonic Colours (Vector the Crocodile)
- Sonic Generations (Vector the Crocodile)
- Sonic Forces (Vector the Crocodile)
- Sonic x Shadow Generations (Vector the Crocodile)
- Soulcalibur V (Z.W.E.I.)
- Street Fighter IV (Zangief)
- Street Fighter X Tekken (Zangief, Eddy Gordo)
- Street Fighter V (Zangief)
- Street Fighter 6 (Zangief)
- Suikoden Tierkreis (Ordovic, Vaslof)
- Super Robot Wars OG Saga: Endless Frontier (Bonny Maxmad)
- Super Robot Wars Z2: Destruction Chapter (Bobby Margo)
- Super Robot Wars Z2: Rebirth Chapter (Bully Kiderra, Bobby Margo, Dr. Cohen)
- Super Robot Wars Z3: Hell Chapter (Bobby Margo)
- Super Robot Wars Z3: Heaven Chapter (Conroy Hagenson, Bobby Margo, Dr. Cohen)
- Super Robot Wars V (Conroy Hagenson, Dr. Cohen)
- Super Robot Wars T (Dr. Cohen)
- Super Robot Wars 30 (Dr. Cohen)
- Super Smash Bros. for Nintendo 3DS e Wii U (Abomasnow, Kyurem, Gogoat, Inkay)
- Super Smash Bros. Ultimate (Abomasnow, Kyurem, Gogoat, Inkay)
- Tales of Hearts R (Byrocks Burroughs)
- Team Sonic Racing (Vector the Crocodile)
- Tokyo Mirage Sessions ♯FE (Kuen Tarachino)
- Unicorn Overlord (Hodrick)
- Yakuza (Yūya)
- Yakuza 2 (Yūya)
- Yakuza 3 (Yūya)
- Yakuza Kiwami (Yūya)
- Yakuza 6: The Song of Life (Yūya)
- Yakuza Kiwami 2 (Yūya)
- Ys VIII: Lacrimosa of Dana (Dogi)
- Ys IX: Monstrum Nox (Dogi)
- Ys X: Nordics (Dogi)

### Film
- Amores perros (Ramiro)
- E.R. - Medici in prima linea (Michael Gallant (season 8))
- K-19: The Widowmaker (Vasily)
- Power Rangers in Space (Psycho Black)
- Power Rangers Lost Galaxy (Psycho Black)
- The Grim Adventures of Billy & Mandy (Grim)
- Thor: Ragnarok (Thor)
- Super Mario Bros. - Il film (Bowser)
- Wonderful Pretty Cure! The Movie! Dokidoki ♡ Game no Sekai de Daibōken! (Mujina)

### Tokusatsu
- Kamen Rider Agito (El of the Earth)
- Hyakujuu Sentai Gaoranger: Fire Mountain Roars (Zeus)
- Tokusou Sentai Dekaranger (Bayldon)
- GoGo Sentai Boukenger (Gai)

### Cartoni animati
- Kratos in Secret Level